# جمهورية فلوريدا (منظمة)
جمهورية فلوريدا (بالإنجليزية: Republic of Florida) منطمة انفصالية شبه عسكرية تهدف بتأسيس دولة يسود فيها العرق الأبيض في ولاية فلوريدا الأمريكية، والمنظمة جزء من حركة اليمين البديل، تشارك المنظمة الحركة القومية للبيض الأوروبيين.

## التاريخ
تعمل المنظمة مع عصبة الجنوب المتطرفة والنيوكونفدرالية. وزعيم منظمة جمهورية فلوريدا، جوردن جيريب دعم وأنشأ مخططات لتدريب الإرهابيين البيض لدعم أيديولوجيتهم.[بحاجة لتوضيح]

## مجزرة مدرسة دغلاس الثانوية
اشتهرت المنظمة بعد إطلاق نار في مدرسة مارجوري ستونمان دغلاس الثانوية التي أدت إلى مقتل 17 شخصا في 14 فبراير 2018، كان القاتل نيكولاس كروز عضوا للمنظمة. وصرح زعيم جمهورية فلوريدا أنه لم يأمر كروز بالقيام بالمجزرة.